# Guillermo Silva
Guillermo Enrique Silva Gundelach (Penco, 8 de noviembre de 1947) es un abogado y juez chileno. Desde 2008 ejerce como ministro de la Corte Suprema de Justicia y fue su presidente por el bienio 2020-2022.

## Biografía
Realizó sus estudios primarios y secundarios en el Colegio de los Sagrados Corazones de Concepción. Posteriormente, ingresó a la Escuela de Derecho de la Universidad de Concepción, obteniendo el título de abogado en 1972. 
Entre 1982 y 1998 fue profesor titular de la cátedra de Derecho Penal de la Pontificia Universidad Católica de Chile (PUC) y de la Universidad Católica de la Santísima Concepción, y en la Universidad San Sebastián desde el año 1996 hasta la actualidad.

## Carrera judicial
Ingresó al Poder Judicial en 1972, donde ejerció como secretario del 1° Juzgado de Letras de Los Ángeles. En 1974 asumió como juez del Juzgado de Letras de Mulchén y en 1977 como Juez del Segundo Juzgado de Letras de Los Ángeles. En octubre de 1980 fue ascendido a juez del 2° Juzgado de Letras de Concepción. En 1990, asumió como ministro de la Corte de Apelaciones de Talca y en 1993 como ministro de la Corte de Apelaciones de  Concepción, fungiendo como presidente de esta última en 1999. En 2008 la entonces presidenta de la República, Michelle Bachelet, lo nominó como ministro de la Corte Suprema, siendo aceptado por el Senado. En ella ha servido principalmente en la primera sala. En 2020 asumió como presidente de la máxima magistratura del país.